# Unse
En unse er en gammel dansk vægtenhed svarende til 2 lod, dvs. ca. 30 gram.

## Engelske og amerikanske enheder

### Masseenheder for fast stof
Den engelske unse (ounce) er på ca. 28,3495 gram. Dog afregnes ædelmetaller pr. tradition i den tungere ounce troy som er på ca. 31,1035 gram. De nøjagtige værdier er:
- 1 international avoirdupois ounce (oz) = 28,349523125 gram
- 1 international troy ounce (oz tr) = 31,1034768 gram

Avoirdupois ounce er stadig en almindeligt brugt vægtenhed i USA, og i mindre grad i Storbritannien, til formål hvor man i Danmark måler i gram.
Troy ounces bruges kun i forbindelse med ædelmetaller som guld, sølv, platin, palladium og rhodium. På de internationale børser noteres ædelmetaller traditionelt i US$ pr. troy ounce. En troy ounce er vægtmæssigt identisk med en apothecaries ounce (oz ap) som traditionelt blev brugt ved apotekervarer.

### Rumenheder for væsker
En fluid ounce (fl oz) er en rumenhed for væske, men hvor størrelsen er forskellig i hhv. Storbritannien og USA.
USA: 1 fl oz = 1/128 US gallon = 1/16 pint = 29,57 ml.
Storbritannien: 1 fl oz = 1/160 imperial gallon = 1/20 pint = 28,41 ml.